# Torre de la Creu
La Torre de la Creu és un edifici d'estil modernista a Sant Joan Despí a la comarca del Baix Llobregat construïda per Josep Maria Jujol entre els anys 1913 i 1916. Popularment és coneguda com a Torre dels ous, Casa dels ous, Torre Parellada, i originalment anomenada Torre Gibert. Des del 22 de juliol de 2003 l'edifici està catalogat com a Bé Cultural d'Interès Nacional.

## Edifici
L'edifici està format a base de la intersecció de cinc cilindres de diferents diàmetres i alçades, dividits per una eix que separa els dos habitatges que s'hi van instal·lar originalment. En aquest conjunt els dos cilindres més petits es van fer servir per les escales amb forma d'hèlix. Es tracta d'un dels pocs edificis d'obra nova de Jujol.
Mentre que el cos constructiu és d'una geometria molt clara —quasi simètrica— el teulat és d'un disseny força expressiu. Hi destaquen les emblemàtiques cúpules i xemeneies que li donen el nom popular de «Torre dels ous». Originalment es van ultimar amb una capa de mosaics de vidre trencat, i que fan referència als treballs que Jujol estava realitzant al mateix temps al Parc Güell. Una creu de ferro forjat corona el punt més alt de l'edifici i li dona el nom de «Torre de la creu». El contrast entre les dues parts de la construcció s'accentua pel color blanc de l'edifici, adornat només amb alguns pocs elements blaus —com les sanefes de l'entrada i dues cintes que segueixen tota la façana a l'altura del primer pis— i els mosaics policroms del teulat que al·ludeixen a formes del món animal o floral.
El jardí de la torre està tancat amb una reixa de ferro forjat i l'entrada a l'edifici està formada per un porxe amb dos arcs parabòlics que duen a les entrades dels dos habitatges. A l'interior es troben treballs de fusteria en els ampits de les portes així com de ferro forjat a les baranes de les escales molt delicats i d'un estil inequívocament personals de Jujol.

## Història

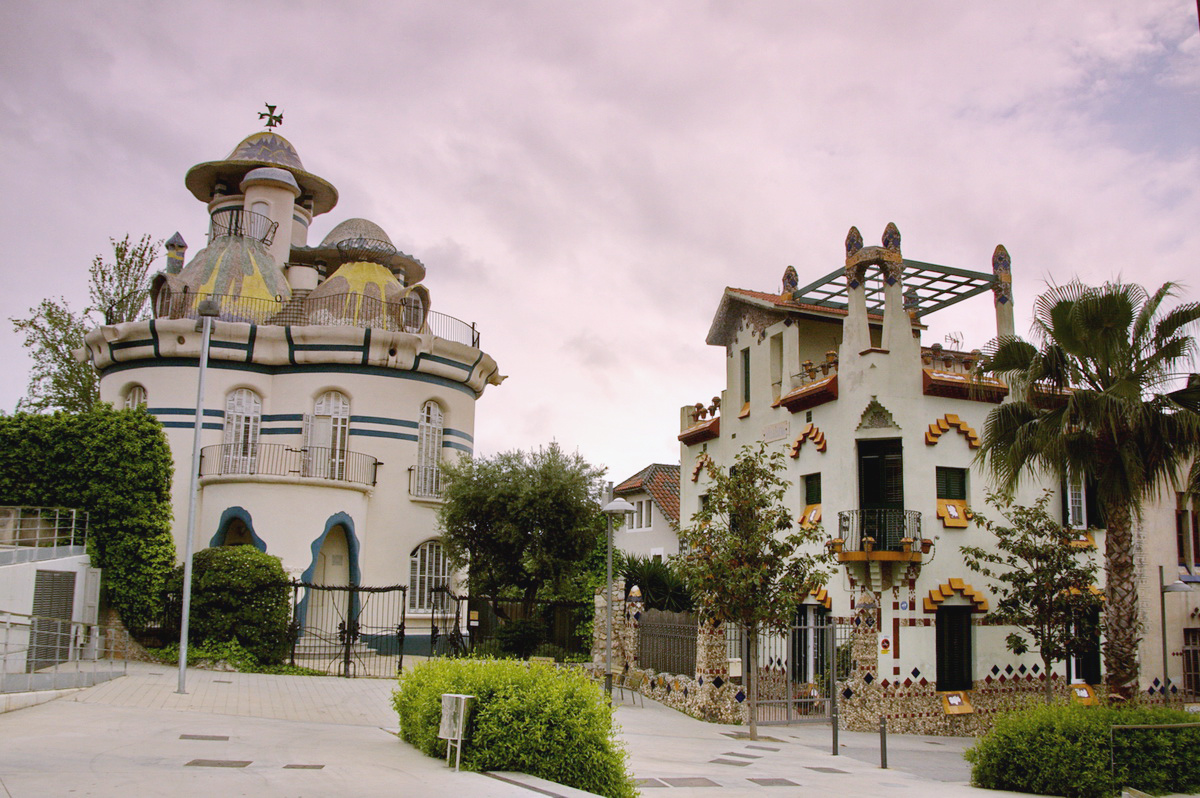
La Torre de la Creu al costat de Vil·la Elena

Es va projectar com a casa d'estiueig per encàrrec de la seva tia Josefa Romeu i Grau vídua de Gibert. L'encàrrec deixava llibertat a l'arquitecte llevat del fet que havien de ser dues cases parelles per als seus fills Joan i Lluís.
El projecte de la torre ser aprovat per l'ajuntament de Sant Joan Despí l'11 d'octubre de 1913. La construcció es va aturar amb la primera guerra mundial, però es va finalitzar el 1916.
El procés de construcció va tenir una forta desviació pressupostària degut als constants canvis introduïts sobre la marxa per l'arquitecte. Com ja el va succeir a Roser Segimon a la casa Milà, on Jujol va col·laborar amb Gaudí, la propietària va tenir dificultats per a moblar-la en no tenir les parets rectes. Tot i el caràcter d'estiueig original, Josefa Romeu va acabar passant cada cop més temporades gràcies a la proximitat de l'estació del ferrocarril.
L'any 1966 l'arquitecte Lluís Bonet i Garí va reformar la torre i la va convertir en un edifici d'un únic habitatge. En aquest temps també es va reemplaçar l'original revestiment de les cúpules per un de gresite.
Als darrers anys l'edifici va estar destinat a equipament municipal de l'ajuntament de Sant Joan Despí, fins que el 2006 el va cedir al Col·legi d'Arquitectes de Catalunya per establir-hi la seu de la seva delegació al Baix Llobregat. Entre els anys 2006 i 2008 el Col·legi d'Arquitectes va dur a terme una nova reforma de la torre a càrrec de l'arquitecte Josep Llobet i Gelmà, que va recuperar part de l'estructura original perduda en la darrera reforma. En aquest procés es va eliminar p.e. el sostre fals per restablir l'antic sostre de voltes entre bigues de ferro. També es va instal·lar un nou terra —semblant a l'original— en forma d'escaquer amb rajoles de color crema i gris.

## Rellevància
La Torre de la Creu es pot qualificar d'edifici emblemàtic en l'obra de Jujol, ja que hi vincula amb tota llibertat creativa el treball com a arquitecte i com a artista en un projecte únic de caràcter molt singular. D'altra banda, el fet de ser la seva primera obra a Sant Joan Despí i les bones relacions socials de la seva tieta, li varen servir de carta de presentació per a obtenir altres encàrrecs que han concentrat en aquest municipi bona part de l'obra de l'arquitecte.
| «                                                           | Arquitectura i disseny són, en aquest cas, indissolubles. L'obra de Jujol roman com un exemple fonamental de la integració de totes les possibilitats artístiques i estètiques de l'art. Si el modernisme havia aconseguit la plena integració de les arts a l'arquitectura, Jujol assumeix aquesta integració. | » |
| — Montserrat Duran i Albareda, Jujol : dissenyador, p. 130. | |   |

| «                                                                              | Jo ja no crec que sigui possible trobar un edifici europeu contemporani més espaialment i estilísticament experimental que la Torre de la Creu. | » |
| — Dennis L. Dollens, Josep Maria Jujol: five major buildings 1913–1923, p. 42. | |   |